# フランション・クルーズ
フランション・クルーズ（Franchón Crews、1987年6月13日 - ）は、アメリカ合衆国のプロボクサー。バージニア州バージニアビーチ出身。現WBA・WBC女子世界スーパーミドル級統一王者。元IBF・WBO女子世界スーパーミドル級王者。

## 来歴
アマチュア時代には2011年にパンアメリカン大会にアメリカ代表として出場し、2012年世界選手権のライトヘビー級で銀メダルを獲得した。

### プロボクシング
2016年11月19日、オリンピック2大会金メダリストのクラレッサ・シールズ相手にプロデビューも0-3判定で敗れる。
2017年3月25日、Latasha Burtonを1回TKOで降しプロ初勝利。
2018年9月13日、ラスベガスのハードロック・ホテル&カジノにてマリセラ・コルネホとのWBC女子世界スーパーミドル級王座決定戦に臨み、2-0判定で勝利しプロ初タイトル獲得。
2019年6月、ゴールデンボーイ・プロモーションズと契約。
2019年9月14日、WBC初防衛戦とWBO女子世界スーパーミドル級王座決定戦を兼ねてマリセラ・コルネホと再戦、3-0判定で返り討ちにして2団体王座統一達成。
2020年1月11日、アレハンドラ・ヒメネスを迎え、WBC・WBO王座の防衛戦を行うが、1-2判定で敗戦とされた。しかし、ヒメネスが薬物検査で禁止薬物スタノゾロールの陽性反応が検出されたため、2月10日に当該試合は無効試合に裁定が変わると発表された。3月にはWBOが、6月にはWBCもヒメネスからそれぞれ王座を剥奪し、クルーズに差し戻した。

#### 4団体王座統一
2022年4月30日、WBA・IBF王者エリン・セダルースとの4団体王座統一戦を行い、3-0判定で勝利し4団体統一に成功。

#### 4団体王座陥落
2023年7月1日、イギリスのマンチェスター・アリーナにてサバンナ・マーシャルを迎え4団体統一王座防衛戦を行うが、0-2判定で敗れ王座陥落。

#### WBA・WBC王座返り咲き
2023年12月15日、フロリダ州オーランドのカリビ・ロイヤル・オーランドにてジェイク・ポール対アンドレ・オーガスト戦の前座でWBC王者マーシャルの休養王座認定に伴いWBC世界女子スーパーミドル級1位のシャダシア・グリーンとWBC同級王座決定戦及びWBA同級暫定王座決定戦を行い、10回3-0（98-92、97-93×2）の判定勝ちを収めWBC王座と暫定ながらWBA王座の返り咲きに成功した。

## 戦績
- プロボクシング：13戦 10勝 (2KO) 2敗 1無効試合

| 戦           | 日付           | 勝敗 | 時間    | 内容    | 対戦相手                 | 国籍           | 備考                                                                                 |
| ------------ | -------------- | ---- | ------- | ------- | ------------------------ | -------------- | ------------------------------------------------------------------------------------ |
| 1            | 2016年11月19日 | ★    | 4R      | 判定0-3 | クラレッサ・シールズ     | アメリカ合衆国 | プロデビュー戦                                                                       |
| 2            | 2017年3月25日  | ☆    | 1R 0:29 | TKO     | ラターシャ・バートン     | アメリカ合衆国 |                                                                                      |
| 3            | 2017年8月12日  | ☆    | 4R      | 判定3-0 | シドニー・ルブラン       | アメリカ合衆国 |                                                                                      |
| 4            | 2018年1月12日  | ☆    | 6R      | 判定3-0 | ティファニー・ウッダード | アメリカ合衆国 |                                                                                      |
| 5            | 2018年9月13日  | ☆    | 10R     | 判定2-0 | マリセラ・コルネホ       | アメリカ合衆国 | WBC女子世界スーパーミドル級王座決定戦                                                |
| 6            | 2019年6月20日  | ☆    | 5R 1:40 | TKO     | ケイラ・ウィリアムス     | アメリカ合衆国 |                                                                                      |
| 7            | 2019年9月14日  | ☆    | 10R     | 判定3-0 | マリセラ・コルネホ       | アメリカ合衆国 | WBO女子世界スーパーミドル級王座決定戦 WBC防衛1                                       |
| 8            | 2020年1月11日  | －   | 10R     | NC      | アレハンドラ・ヒメネス   | メキシコ       |                                                                                      |
| 9            | 2021年1月2日   | ☆    | 8R      | 判定3-0 | アシュリー・カリー       | アメリカ合衆国 |                                                                                      |
| 10           | 2022年4月30日  | ☆    | 10R     | 判定3-0 | エリン・セダルース       | スウェーデン   | WBA・WBC・IBF・WBO女子世界スーパーミドル級王座統一戦 WBC防衛2・WBO防衛1 WBA・IBF獲得 |
| 11           | 2023年7月1日   | ★    | 10R     | 判定0-2 | サバンナ・マーシャル     | イギリス       | WBA・WBC・IBF・WBO陥落                                                               |
| 12           | 2023年12月15日 | ☆    | 10R     | 判定3-0 | シャダシア・グリーン     | アメリカ合衆国 | WBA暫定・WBC女子世界スーパーミドル級王座決定戦                                       |
| 13           | 2025年6月6日   | ☆    | 10R     | 判定2-0 | Citalli Ortiz            | メキシコ       | WBA防衛1・WBC防衛1                                                                   |
| テンプレート |                |      |         |         |                          |                |                                                                                      |

## 獲得タイトル
- WBC女子世界スーパーミドル級王座（1期目: 防衛2、2期目: 防衛1）
- WBO女子世界スーパーミドル級王座（防衛1）
- WBA女子世界スーパーミドル級王座（防衛0）
- IBF女子世界スーパーミドル級王座（防衛0）
- WBA女子世界スーパーミドル級暫定王座→レギュラー王座（防衛1）